# 조애나 페이지
조애나 페이지(영어: Joanna Louise Page, 1978년 3월 23일 ~ )는 스코틀랜드의 배우이다.

## 출연 작품
- 더 신디케이트 시즌1 (2012)
- 크리스마스 스타2 (2012)
- 개빈과 스테이시 시즌1 (2007)
- 기디온의 딸 (2005)
- 러브 액츄얼리 (2003)
- 베리 애니 매리 (2001)
- 잃어버린 세계 (2001)
- 프롬 헬 (2001)
- 데이빗 코퍼필드 (1999)
- 미스 줄리 (1999)